# Roché Emanuelson
Roché Emanuelson (Paramaribo, 5 april 1982) is een Surinaams voormalig voetballer die speelde als verdediger.

## Carrière
Emanuelson begon zijn carrière in 1999 bij SV Transvaal waar hij in zijn eerste jaar meteen voetballer van het jaar werd. Hij speelde van 2002 tot 2004 voor SV Robinhood. Daarna speelde hij drie seizoenen voor Royal '95 waarna hij opnieuw een seizoen doorbracht bij Robinhood. Hierna bracht hij zes seizoenen in de hoogste klasse door bij SV Leo Victor waarmee hij in 2013/14 de landsbeker wint. In 2015 ging hij in de tweede klasse spelen bij SCV Jong Rambaan. Hij speelt daarna nog twee seizoenen op het hoogste niveau bij SV Botopasi.
Hij speelde tussen 2004 en 2010 voor Suriname twaalf interlands waarin hij vier doelpunten maakte.

## Privéleven
Zijn neven Julian Emanuelson, Urby Emanuelson en Jean-Paul Boëtius zijn/waren ook voetballer. Ook zijn oom Errol Emanuelson (vader van Urby en Julian) was een voetballer. 

## Erelijst
- Surinaams landskampioen: 1999/00
- Surinaamse voetbalbeker: 2013/14
- Surinaams voetballer van het jaar: 1999/00
- ABCS-toernooi: 2010